# Max-Planck-Gesellschaft

Emblema MPG

Max-Planck-Gesellschaft zur Förderung der Wissenschaften (în română Societatea Max Planck pentru promovarea științelor), sau simplu Max-Planck-Gesellschaft, cu acronim MPG, este o organizație neguvernamentală non-profit germană, fondată în anul 1948, care promovează cercetarea fundamentală în cadrul unei rețele federale de institute de cercetare. Activitatea sa este finanțată de guvernul federal și guvernele landurilor Germaniei. Conform statutului său, Societatea Max Planck „continuă tradiția fostei Societăți Kaiser Wilhelm pentru promovarea științelor”.

## Președinți
- Otto Hahn (1948-1960)
- Adolf Butenandt (1960–1972)
- Reimar Lüst (1972–1984)
- Heinz Staab (1984–1990)
- Hans F. Zacher (1990–1996)
- Hubert Markl (1996–2002)
- Peter Gruss (2002-2014)
- Martin Stratmann (2014-2022)
- Patrick Cramer (din 2022)

## Laureați ai Premiului Nobel
| An   | Nume                        | Premiu Nobel                                 | Motivarea Comitetului Nobel |
| ---- | --------------------------- | -------------------------------------------- | --- |
| 1954 | Walther Bothe               | Premiul Nobel pentru Fizică                  | „for the coincidence method and his discoveries made therewith” |
| 1963 | Karl Ziegler                | Premiul Nobel pentru Chimie                  | „for their discoveries in the field of the chemistry and technology of high polymers”                                                                                |
| 1964 | Feodor Lynen                | Premiul Nobel pentru Fiziologie sau Medicină | „for their discoveries concerning the mechanism and regulation of the cholesterol and fatty acid metabolism”                                                         |
| 1967 | Manfred Eigen               | Premiul Nobel pentru Chimie                  | „for their studies of extremely fast chemical reactions, effected by disturbing the equilibrium by means of very short pulses of energy”                             |
| 1973 | Konrad Lorenz               | Premiul Nobel pentru Fiziologie sau Medicină | „for their discoveries concerning organization and elicitation of individual and social behaviour patterns”                                                          |
| 1984 | Georges J. F. Köhler        | Premiul Nobel pentru Fiziologie sau Medicină | „for theories concerning the specificity in development and control of the immune system and the discovery of the principle for production of monoclonal antibodies” |
| 1985 | Klaus von Klitzing          | Premiul Nobel pentru Fizică                  | „for the discovery of the quantized Hall effect” |
| 1986 | Ernst Ruska                 | Premiul Nobel pentru Fizică                  | „for his fundamental work in electron optics, and for the design of the first electron microscope”                                                                   |
| 1988 | Johann Deisenhofer          | Premiul Nobel pentru Chimie                  | „for the determination of the three-dimensional structure of a photosynthetic reaction centre”                                                                       |
| 1988 | Hartmut Michel              | Premiul Nobel pentru Chimie                  | „for the determination of the three-dimensional structure of a photosynthetic reaction centre”                                                                       |
| 1988 | Robert Huber                | Premiul Nobel pentru Chimie                  | „for the determination of the three-dimensional structure of a photosynthetic reaction centre”                                                                       |
| 1991 | Bert Sakmann                | Premiul Nobel pentru Fiziologie sau Medicină | „for their discoveries concerning the function of single ion channels in cells”                                                                                      |
| 1991 | Erwin Neher                 | Premiul Nobel pentru Fiziologie sau Medicină | „for their discoveries concerning the function of single ion channels in cells”                                                                                      |
| 1995 | Paul Crutzen                | Premiul Nobel pentru Chimie                  | „for their work in atmospheric chemistry, particularly concerning the formation and decomposition of ozone”                                                          |
| 1995 | Christiane Nüsslein-Volhard | Premiul Nobel pentru Fiziologie sau Medicină | „for their discoveries concerning the genetic control of early embryonic development”                                                                                |
| 2005 | Theodor Hänsch              | Premiul Nobel pentru Fizică                  | „for their contributions to the development of laser-based precision spectroscopy, including the optical frequency comb technique”                                   |
| 2007 | Gerhard Ertl                | Premiul Nobel pentru Chimie                  | „for his studies of chemical processes on solid surfaces” |
| 2014 | Stefan W. Hell              | Premiul Nobel pentru Chimie                  | „for the development of super-resolved fluorescence microscopy” |
| 2020 | Reinhard Genzel             | Premiul Nobel pentru Fizică                  | „pentru descoperirea unui obiect supermasiv compact în centrul galaxiei noastre”                                                                                     |
| 2020 | Emmanuelle Charpentier      | Premiul Nobel pentru Chimie                  | „pentru dezvoltarea unei metode de editare a genomului” |
| 2021 | Klaus Hasselmann            | Premiul Nobel pentru Fizică                  | „pentru modelarea fizică a climei Pământului, cuantificând variabilitatea și prezicând în mod fiabil încălzirea globală”                                             |
| 2021 | Benjamin List               | Premiul Nobel pentru Chimie                  | „pentru dezvoltarea organo-catalizei asimetrice” |